# Собкин, Борис Львович
Борис Львович Собкин (род. 18 августа 1949 года) — советско-российский теннисист, теннисный судья и тренер. Заслуженный тренер России, член Зала российской теннисной славы с 2011 года.
Собкин — доктор технических наук, бывший профессор МАИ (факультет радиоэлектроники летательных аппаратов, кафедра радиоэлектроника). Является автором и соавтором нескольких книг («Автоматизация проектирования аналого-цифровых приборов на микропроцессорах», «Персональные ЭВМ и их применение в учебном процессе», «Основы проектирования бортовых вычислительных систем» и др.).
Теннисом начал заниматься только в 25 лет.
Борис Львович играл сам на национальном уровне, позже судил (как линейный и вышечник) и тренировал. В ходе работы в школе «Спартака» на Ширяевом поле он некоторое время работал со своим сыном Александром, а позже переключился на Михаила Южного. Там же тренировался Андрей Южный, постепенно ставший спарринг-партнёром и тренером младшего брата.